# Les Poids lourds (film, 1982)
Pour les articles homonymes, voir Les Poids lourds.
Pour plus de détails, voir Fiche technique et Distribution.
Les Poids lourds (I camionisti) est une comédie hispano-italienne réalisée par Flavio Mogherini et sortie en 1982. Elle met en vedette le duo comique Gigi et Andrea.
D'après l'acteur Andrea Roncato, le film devait initialement s'intituler C'è una tigre nel giardino (litt. « Il y a un tigre dans le jardin »).

## Synopsis
L'histoire d'Ophélie, la séduisante gérante d'une station-service, courtisée par un chauffeur de camion et un lord anglais. Ce dernier engage pour la séduire un voleur qui lui apprend à se comporter comme une bourgeoise.

## Fiche technique
- Titre original italien : I camionisti[2]
- Titre espagnol : La camionera está como un tren
- Titre français : Les Poids lourds[3]
- Réalisateur : Flavio Mogherini
- Scénario : Gianfranco Clerici, Vincenzo Mannino (it), Flavio Mogherini, José Vicente Puente
- Montage : Ruggero Mastroianni
- Musique : Riz Ortolani
- Décors : 	Wolfgang Burmann
- Costumes : Corrado Colabucci (it)
- Maquillage : Mario Di Salvio
- Production : Felice Colaiacomo, Franco Poccioni, Renato Jaboni, Raimondo Vianello
- Société de production : Medusa Film, Otaria Films, Diasa Producciones Cinematograficas
- Pays de production :  Espagne •  Italie[3]
- Langue de tournage : italien
- Format : Couleur
- Durée : 89 minutes (1 h 29)
- Genre : Comédie
- Dates de sortie :
  - Italie : 10 septembre 1982

## Distribution
- Andrea Roncato : Rocky Zamboni
- Gigi Sammarchi : Gigi Faccioli, l'amie de Rocky.
- Daniela Poggi : Ofelia Cecconi
- Giorgio Bracardi : chauffeur du diplomate
- Sergio Leonardi : "Chiavica"
- Toni Ucci : commissaire
- Marco Facchini : guitariste orbiculaire
- Francisco Cecilio : Sir Archibald
- Luciana Turina : prostituée
- Daniela Doria : Luisa